# Premis Ondas 1975
Els Premis Ondas 1975 van ser la vint-i-dosena edició dels Premis Ondas, atorgats el 1975. En aquesta edició es diferencien les categories: Premis Nacionals de ràdio, nacionals de televisió, internacionals de ràdio i televisió, hispanoamericans i especials.

## Nacionals de ràdio
- Radio Juventud de Canarias de REM-CAR
- La otra dimensión de Ràdio Barcelona
- Club de la zarzuela de Radio Popular de Madrid
- Antoni Serra i Camarasa de RNE
- Estudio 15-18 de RNE, produït per Ángel Abradelo
- José María García de cadena SER
- Pepe Domingo Castaño de cadena SER
- Joaquín Merino de RNE

## Nacionals de televisió
- 35 millones de españoles, presentat per Alfredo Amestoy i José Antonio Plaza de TVE
- Pedro Erquicia, realitzador del programa Informe semanal de TVE
- Cayetano Luca de Tena de TVE
- Miguel Sanchiz de TVE

## Internacionals de ràdio
- Kuwait Television
- Charles Ricono de BBC
- Il mio cuore e nel sud de Radiotelevisione svizzera di lingua italiana, Lugano, Suïssa
- The year of man de Ràdio Belgrad, Iugoslàvia

## Internacionals de televisió
- La Nanda Devi de Televisió Francesa Canal 1, França
- Pokol: inferno (La Divina Comèdia) de Magyar TV, Hongria
- Carlos Barba de Canal 47, Nova York, EUA
- David Brinkley de NBC, USA

## Hispanoamericans
- Uruguay... Cuna del candombe de Radio Carve d'Uruguai
- Asociación Ecuatoriana de Radiodifusión, Equador
- Teatro Popular Caracol de Caracol Radio, Colòmbia
- Carta de Colombia d'Emisora HJCK, Colòmbia
- Enrique Cuzco de Venevisión, Veneçuela

## Especials
- Luis Ángel de la Viuda
- Manuel Rodríguez Cano
- Pedro Simoncini de Canal 5 Rosario, Argentina